# 447 (szám)
A 447 (római számmal: CDXLVII) egy természetes szám, félprím, a 3 és a 149 szorzata.

## A szám a matematikában
A tízes számrendszerbeli 447-es a kettes számrendszerben 110111111, a nyolcas számrendszerben 677, a tizenhatos számrendszerben 1BF alakban írható fel.
A 447 páratlan szám, összetett szám, azon belül félprím, kanonikus alakban a 31 · 1491 szorzattal, normálalakban a 4,47 · 102 szorzattal írható fel. Négy osztója van a természetes számok halmazán, ezek növekvő sorrendben: 1, 3, 149 és 447.
A 447 négyzete 199 809, köbe 89 314 623, négyzetgyöke 21,14237, köbgyöke 7,64603, reciproka 0,0022371. A 447 egység sugarú kör kerülete 2808,58383 egység, területe 627 718,48652 területegység; a 447 egység sugarú gömb térfogata 374 120 218,0 térfogategység.